# ONE Championship
La ONE Championship (anciennement connu sous le nom de ONE Fighting Championship ou ONE FC) est une ligue de sports de combats, kick-boxing, Boxe Thaï, MMA et submission grappling (en) basée à Singapour lancée le 14 juillet 2011 par l'entrepreneur et artiste martial thaïlandais Chatri Sityodtong, associé à l'ancien cadre supérieur d'ESPN Star Sports Victor Cui. Selon CNBC, ONE Championship est l'événement sportif le plus influent d'Asie, avec une diffusion mondiale dans plus d'un milliard de foyers répartis dans 128 pays, ce qui en fait la ligue la plus regardée au monde,.
Le premier combat du ONE Championship se déroule le 3 septembre 2011 au Singapore Indoor Stadium. Depuis, l'évènement s'est étendu sur l'ensemble de la région asiatique. A ce jour, ONE Championship a organisé plus de 40 événements avec des spectacles à Jakarta, Manille, Kuala Lumpur, Dubaï, Taipei, Phnom Penh, Pékin, Guangzhou, Yangon, Changsha, Hefei, Macao Bangkok et bien sur Singapour.
ONE Championship a un contrat de diffusion de dix ans avec Fox Sports Asie.